# Liste des sénateurs d'Andalousie
 (mars 2016).
Conformément à la Constitution espagnole de 1978, titre III, chapitre I, article 69, et de la loi organique 5/1985 , l'Andalousie est représentée au sein de la chambre haute des Cortes Generales, le Sénat.
La loi fondamentale prévoit une composition mixte du Sénat espagnol. Chaque province élit, d'une part, quatre sénateurs au suffrage universel direct. D'autre part, le parlement de chacune des communautés autonomes désigne au minimum un sénateur, auquel s'ajoute un sénateur par million d'habitants que compte la communauté autonome.
Composée de huit provinces et peuplée par près de huit millions d'habitants, l'Andalousie est donc représentée au Sénat par trente-deux sénateurs élus, et neuf sénateurs désignés par le parlement andalou, soit quarante et un sénateurs au total.

## Sénateurs élus

### Province d'Almería
| Identité                       | Parti |
| ------------------------------ | ----- |
| María del Mar Agüero Ruano     | PP    |
| Diego Miguel Asensio Martínez  | PSOE  |
| Jesús Caicedo Bernabé          | PP    |
| Eugenio Jesús Gonzálvez García | PP    |

### Province de Cadix
| Identité                  | Parti |
| ------------------------- | ----- |
| José Carracao Gutiérrez   | PSOE  |
| María Jesús Castro Mateos | PSOE  |
| Juan María Cornejo López  | PSOE  |
| Fernando García Navarro   | PP    |

### Province de Cordoue
| Identité                      | Parti |
| ----------------------------- | ----- |
| Jesús Ramón Aguirre Muñoz     | PP    |
| María Isabel Flores Fernández | PSOE  |
| Antonio Hurtado Zurera        | PSOE  |
| Luis Moreno Castro            | PSOE  |

### Province de Grenade
| Identité                     | Parti |
| ---------------------------- | ----- |
| María Escudero Sánchez       | PSOE  |
| Juan Manuel Fernández Ortega | PSOE  |
| Sebastián Pérez Ortiz        | PP    |
| Luis Miguel Salvador García  | PSOE  |

### Province de Huelva
| Identité                                | Parti |
| --------------------------------------- | ----- |
| Francisco Bella Galán                   | PSOE  |
| María Teresa del Carmen Camacho Vázquez | PSOE  |
| José Cejudo Sánchez                     | PSOE  |
| Matías Conde Vázquez                    | PP    |

### Province de Jaén
| Identité                        | Parti |
| ------------------------------- | ----- |
| Cristóbal José López Carvajal   | PSOE  |
| José Pliego Cubero              | PSOE  |
| Adoración Quesada Bravo         | PSOE  |
| Miguel Sánchez de Alcázar Ocaña | PP    |

### Province de Malaga
| Identité                        | Parti |
| ------------------------------- | ----- |
| Manuel Arjona Santana           | PSOE  |
| María Emelina Fernández Soriano | PSOE  |
| Joaquín Luis Ramírez Rodríguez  | PP    |
| Pedro Villagrán Bustillos       | PSOE  |

### Province de Séville
| Identité                  | Parti |
| ------------------------- | ----- |
| Enrique Abad Benedicto    | PSOE  |
| Miguel Ángel Arauz Rivero | PP    |
| Antonio Gutiérrez Limones | PSOE  |
| Basilia Sanz Murillo      | PSOE  |

## Sénateurs désignés
Neuf sénateurs désignés par le Parlement d'Andalousie, le 29 avril 2008, à la suite des élections générales, et des élections régionales andalouses.
| Identité                          | Parti |
| --------------------------------- | ----- |
| Francisco Javier Arenas Bocanegra | PP    |
| María Luisa Ceballos Casas        | PP    |
| María del Mar Moreno Ruiz         | PSOE  |
| Patricia Navarro Pérez            | PP    |
| Luis Pizarro Medina               | PSOE  |
| Fátima Ramírez Cerrato            | PSOE  |
| María José Rodríguez Ramírez      | PSOE  |
| Rafael Javier Salas Machuca       | PP    |
| José Antonio Viera Chacón         | PSOE  |

## Voir également

### Sources
1. ↑  Source : Constitution espagnole.
2. ↑  Source : Loi organique 5/1985, portant sur le régime électoral.